# Françoise Pollet
Françoise Pollet (Boulogne-Billancourt, 10 settembre 1949) è un soprano francese.

## Carriera
Debutta nel 1983 come Marschallin in Der Rosenkavalier a Lubecca.
Insegna al Conservatorio di Lione ed è stata insignita dell'Ordre des arts et des lettres.

## Discografia
- Berlioz: Les Troyens - Deborah Voigt/Françoise Pollet/Gary Lakes/Gino Quilico/Chœur & Orchestre symphonique de Montréal/Charles Dutoit, 1994 Decca - Grammy Award for Best Opera Recording 1996
- Berlioz : Herminie, Les nuits d'été - Orchestre de Bretagne/Stéfan Sanderling/Françoise Pollet, 2003 Arion
- Boesmans: Reigen - Orchestre Symphonique De La Monnaie/Deborah Raymond/Mark Curtis/Elzbieta Ardam/Roberto Sacca/Solveig Kringelborn/Franz-Ferdinand Nentwig/Randi Stene/Sylvain Cambreling/Françoise Pollet/Dale Duesing, 2011 Cypres
- Brahms: Lieder - Françoise Pollet/Laurent Verney/Roger Vignoles, 2002 Classics Jazz
- Duparc: Mélodies - Françoise Pollet/Orchestre Symphonique et Lyrique de Nancy/Jerome Kaltenbach, 2002 Classics Jazz
- Rossini: Petite messe solennelle pour 4 voix solistes - Michel Piquemal/Ensemble Vocal Michel Piquemal/Raymond Alessandrini, 2003 Classics Jazz
- Wagner, Berg & Strauss: Lieder - Françoise Pollet/Klaus Weise/Orchestre Philharmonique de Nice, 2002 Classics Jazz